# 勒内·格朗让
勒内·格朗让（法語：René Grandjean，1872年—？），法国男子足球运动员，司职前锋。他曾代表法国俱乐部队参加1900年夏季奥林匹克运动会足球比赛，获得一枚银牌。